# Black (serie televisiva)
Black (블랙?, BeullaekLR) è una serie televisiva sudcoreana trasmessa su OCN dal 14 ottobre al 10 dicembre 2017. In lingua italiana è stata resa disponibile su Netflix.

## Trama
Un tristo mietitore è costretto a scovare il suo partner fuggitivo, e nel farlo scopre la verità su una serie di omicidi irrisolti risalenti a vent'anni prima. Indagare sui crimini complica il suo ruolo primario di guida dei defunti verso l'oltretomba, specialmente dopo che s'innamora di una donna umana, infrangendo le regole soprannaturali contro il coinvolgimento nelle questioni dei mortali.

## Personaggi
- Han Moo-gang/Black, interpretato da Song Seung-heon
- Kang Ha-ram, interpretata da Go Ara
- Yoon Soo-wan, interpretata da Lee El
- Oh Man-soo, interpretato da Kim Dong-jun
- Na Gwang-gyun/Cane Pazzo, interpretato da Kim Won-hae
- Oh Soo-tae, interpretato da Lee Chul-min
- Park Gwi-nam, interpretato da Huh Jae-ho
- Seo Young-hwa, interpretata da Ji Su-won
- Madre di Ha-ram, interpretata da Kim Jung-young
- Kang Soo-hyuk, interpretato da Kim Hyung-min
- Hoon-seok, interpretato da Go Seung-bo
- Patrigno di Ha-ram, interpretato da Park Jung-hak
- Tristo mietitore #444, interpretato da Kim Tae-woo
- Je Soo-dong/Tristo mietitore #419, interpretato da Park Doo-sik
- Tristo mietitore #007, interpretato da Jo Jae-yoon
- Tristo mietitore #416, interpretato da Lee Kyu-bok e Jung Joon-won
- Oh Chun-soo, interpretato da Lee Do-kyung
- Oh Man-ho, interpretato da Choi Min-chul
- Oh Sang-min, interpretato da Choi Won-hong
- Leo/Kim Woo-sik, interpretato da Kim Jae-young
- Tiffany/Lee Young-hee, interpretata da Oh Cho-hee
- Madre di Man-soo, interpretata da Kim Young-sun

## Ascolti
| Episodio | Data di trasmissione | Dati AGB            | Dati AGB                   | Dati TNMS |
| Episodio | Data di trasmissione | A livello nazionale | Area metropolitana di Seul | Dati TNMS |
| -------- | -------------------- | ------------------- | -------------------------- | --------- |
| 1        | 14 ottobre 2017      | 2,141%              | 2,416%                     | 2,0%      |
| 2        | 15 ottobre 2017      | 3,876%              | 4,170%                     | 3,0%      |
| 3        | 21 ottobre 2017      | 3,963%              | 4,715%                     | 2,7%      |
| 4        | 22 ottobre 2017      | 4,318%              | 5,080%                     | 3,7%      |
| 5        | 28 ottobre 2017      | 3,595%              | 4,229%                     | 2,9%      |
| 6        | 29 ottobre 2017      | 4,087%              | 4,714%                     | 3,6%      |
| 7        | 4 novembre 2017      | 3,580%              | 4,427%                     | 3,0%      |
| 8        | 5 novembre 2017      | 3,247%              | 3,727%                     | 2,6%      |
| 9        | 11 novembre 2017     | 2,966%              | 3,636%                     | 2,3%      |
| 10       | 12 novembre 2017     | 3,409%              | 4,245%                     | 3,6%      |
| 11       | 18 novembre 2017     | 2,535%              | 2,795%                     | 2,1%      |
| 12       | 19 novembre 2017     | 3,074%              | 3,613%                     | 2,9%      |
| 13       | 25 novembre 2017     | 2,532%              | 2,707%                     | 2,4%      |
| 14       | 26 novembre 2017     | 3,038%              | 3,234%                     | 2,8%      |
| 15       | 2 dicembre 2017      | 2,453%              | 2,395%                     | 2,0%      |
| 16       | 3 dicembre 2017      | 3,470%              | 3,810%                     | 2,6%      |
| 17       | 9 dicembre 2017      | 3,085%              | 3,403%                     | 2,2%      |
| 18       | 10 dicembre 2017     | 4,181%              | 4,518%                     | 3,7%      |
| Media    | Media                | 3,308%              | 3,769%                     | 2,783%    |

## Colonna sonora
1. Take Me Out – Nam Tae-hyun
2. Like A Film – leeSA
3. Another Me – Han Min-chae